# 武蔵野酒造
武蔵野酒造株式会社（むさしのしゅぞう）は、新潟県上越市にある1916年（大正5年）創業の酒蔵。銘柄は「スキー正宗（すきーまさむね）」。1927年（昭和2年）に従来の銘柄「越山政宗」を、当時の高田市の依頼で改めた。戦時中一時敵性語として使えなくなり「寿亀政宗（すきまさむね）」（この銘柄自体は、数年前に吟醸酒のラインナップとして復活）に改名するも、戦後再びスキー正宗に戻した。妙高山塊から流れ出る伏流水を仕込みに使っている。
また高田生まれの坂口謹一郎博士とも縁があり、戦時中坂口が疎開していた頸城の住まい楽縫庵を、戦後武蔵野酒造の杜氏が管理していたため、坂口はよく酒造を訪れていたという。
2020年（令和2年）公開の映画『瞽女GOZE』とタイアップした限定酒特別純米「瞽女」を8月26日に発売した。モデルとなった小林ハルの瞽女名がチヨノなのも縁がある。